# ARCHI
ARCHI, Asociación de Radiodifusores de Chile är ett förbund av radiostationer i Chile som grundades 1933. 

## Stationslista
- Radio Agricultura
- Radio ADN
- Radio Bio-Bio (Ej med i ARCHI-Oberoende)
- Radioemisora Carabineros de Chile
- Radio Carrera
- Radio Chilena (endast nyheter, lades ner 2006)
- Radio Cooperativa (En gång i tiden den mest hörda i världen, tack vare en 600 m hög mast i Polen)
- Radio Corporacion (lades ner 1973, men en ny station med namnet uppstod senare med evangelisk profil)
- Radio Magallanes (lades ner 1973)
- Radio Mineria (lades ner 1999)
- Radio Nacional de Chile
- Radio Nuevo Mundo (Kommunistpartiets språkrör.)
- Radio Parinacota - 6.010 MHz (Sände på kortvåg 2000-2016)
- Radio Portales (Var den mest hörda i chilenska etern, mellan 1970 och 1985)
- Radio Santa Maria - Coyhaique